# Saint-Moré
Saint-Moré es una localidad y comuna francesa situada en la región de Borgoña, departamento de Yonne, en el distrito de Avallon y cantón de Vézelay.

## Demografía
| 336 | 388 | 353 | 389 | 386 | 382 | 381 | 413 | 393 | 386 | 380 | 386 | 370 | 359 | 348 | 315 | 299 | 271 | 280 | 251 | 190 | 172 | 183 | 173 | 173 | 166 | 180 | 155 | 151 | 137 | 170 | 186 | 185 |
| Para los censos de 1962 a 1999 la población legal corresponde a la población sin duplicidades (Fuente: INSEE [Consultar]) |     |     |     |     |     |     |     |     |     |     |     |     |     |     |     |     |     |     |     |     |     |     |     |     |     |     |     |     |     |     |     |     |